# هنري جونسون (لاعب كرة قدم أمريكية)
هنري جونسون (بالإنجليزية: Henry Johnson)‏ هو لاعب كرة قدم أمريكية أمريكي، ولد في 20 مارس 1958 في ورنس في الولايات المتحدة.

## وصلات خارجية
- هنري جونسون على موقع مرجع كرة القدم المحترفة.كوم (الإنجليزية)